# San Costantino Calabro
San Costantino Calabro község (comune) Olaszország Calabria régiójában, Vibo Valentia megyében.

## Fekvése
A megye központi részén fekszik. Határai: Francica, Jonadi, Mileto és San Gregorio d’Ippona.

## Története
A település első említése a 14. századból származik. Korabeli épületeinek nagy része az 1783-as calabriai földrengésben elpusztult. A 19. század elején vált önálló községgé, amikor a Nápolyi Királyságban felszámolták a feudalizmust.

## Népessége
A népesség számának alakulása

## Főbb látnivalói
- San Costantino vescovo-templom